# Tartumaa
Tartumaa (in estone Tartu maakond) è una delle 15 contee dell'Estonia, situata nella parte orientale del Paese, sulla riva occidentale del lago dei Ciudi al confine con la Russia.
Confina con le contee di Põlvamaa, Valgamaa, Viljandimaa e Jõgevamaa.

## Geografia antropica
La contea è divisa in 21 comuni: tre urbani (in estone linn) e 18 rurali (in estone: vald).

### Comuni urbani
- Elva
- Kallaste
- Tartu

### Comuni rurali

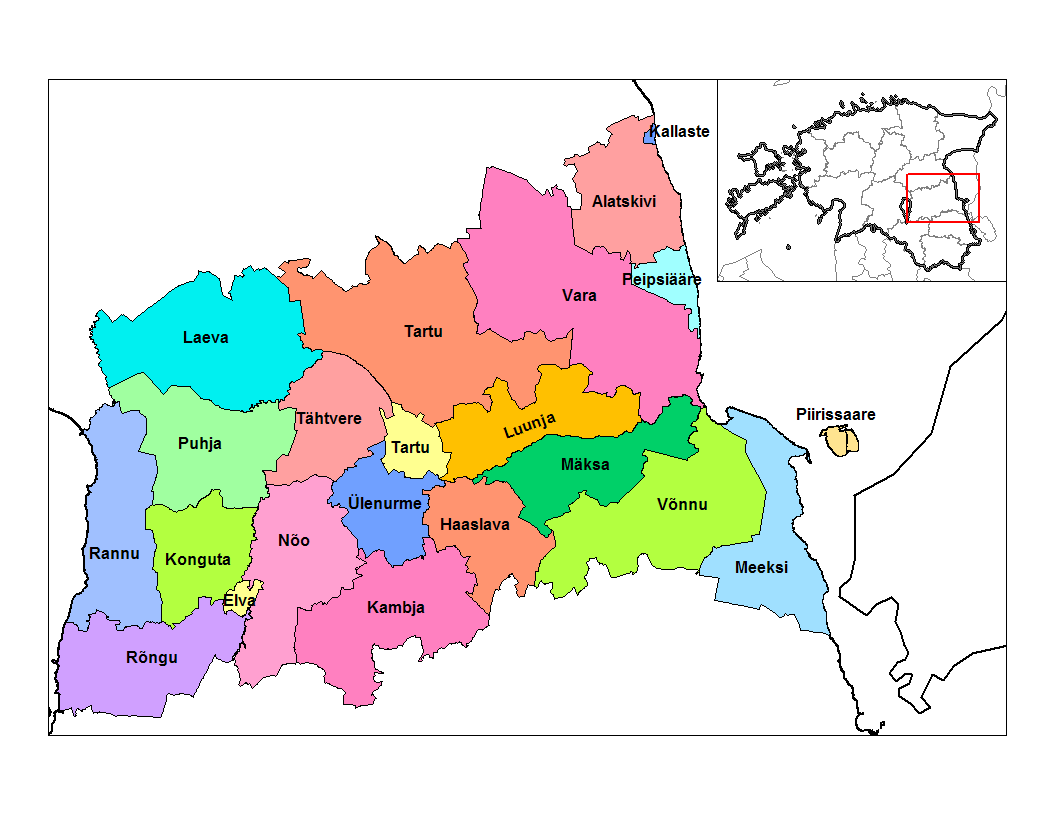
I comuni nella contea di Tartumaa

- Alatskivi
- Haaslava
- Kambja
- Konguta
- Laeva
- Luunja
- Meeksi
- Mäksa
- Nõo
- Peipsiääre
- Piirissaare
- Puhja
- Rannu
- Rõngu
- Tartu
- Tähtvere
- Vara
- Võnnu
- Ülenurme